# خالد عقيل
خالد يوسف عقيل (مواليد 1986، حلب) هو فنان سوري مقيم في اسطنبول. يعمل مع وسائط فنية مختلفة، اشتهر بسلسلة التصوير الفوتوغرافي للعبة بوكيمون غو في سوريا.

## سيرته
ولد خالد عقيل في حلب، سوريا لعائلة لها تاريخ طويل من التأثير الفني والسياسي. والده هو الرسام الشهير يوسف عقيل. جده الأكبر لأمه هو الكاتب والشخصية التاريخية عبد الرحمن الكواكبي. أقام معرضه الشخصي الأول في عام 2009، عندما كان يدرس البكالوريوس في القانون. لعبت خبرته في القانون والسياسة وحقوق الإنسان دورًا رئيسيًا في تطوره الفني وتوقعاته. وفي عام 2012 أقام معرضاً شخصياً بعنوان “أسطورة الموت” في إسطنبول حيث يقيم بسبب تصاعد الحرب في سوريا.

## المعارض الفردية
- 2018 جامعة براون، رود آيلاند، الولايات المتحدة.[9]
- 2017 جامعة ستانفورد، كاليفورنيا، الولايات المتحدة.[10][11][12]
- 2013 معرض الشلبي للفنون، اسطنبول، تركيا.[13][14]
- 2012 معرض لحد، لندن، المملكة المتحدة.[15][16][17]
- 2011 صالة كارما للفنون، حلب، سوريا
- 2010 مؤسسة مصطفى علي للفنون، دمشق، سوريا
- 2009 صالة سرمد للفنون، حلب، سوريا.

## المعارض الجماعية
- 2019 كشاش، متحف بوزار للفنون، بروكسل، بلجيكا.[18]
- معرض مكافحة ترامب لعام 2018، الظهورات الإبداعية الأولى، لندن، المملكة المتحدة [19]
- 2018، المقتلعون، البنك الدولي، واشنطن العاصمة، الولايات المتحدة.[20] التصوير الفوتوغرافي المعاصر من العالم العربي، متحف الجامعة الأمريكية في واشنطن، مركز كاتزن للفنون، العاصمة، الولايات المتحدة.[21]
- 2016 فلايت، معرض ويست برانش، ستو، فيرمونت، الولايات المتحدة.[22] معرض آنا آند مارك للفنون في سان خوسيه، كاليفورنيا.[23] التنفيس، صالة جايا للفنون، سيدي بوسعيد.[24]